# Einhornia korobokkura
Einhornia korobokkura is een mosdiertjessoort uit de familie van de Electridae. De wetenschappelijke naam van de soort is, als Electra korobokkura, voor het eerst geldig gepubliceerd in 2006 door Elena A. Nikulina.